# Chusaris dinawa
Chusaris dinawa är en fjärilsart som beskrevs av George Thomas Bethune-Baker 1908. Chusaris dinawa ingår i släktet Chusaris och familjen nattflyn. Inga underarter finns listade i Catalogue of Life.